# 舒利基夫卡
49°18′54″N 39°29′23″E / 49.31500°N 39.48972°E
舒利基夫卡（烏克蘭語：Шуліківка）是位於烏克蘭東部的村莊，由盧甘斯克州舊比利斯克區的比洛沃茨克市鎮負責管轄。該村始建於1789年，面積2.56平方公里，海拔高度120米，2001年人口401，人口密度每平方公里156.6人。